# ايرونو
ايرونو هي بلدة تقع في مقاطعة ليكو في إيطاليا لومباردي وتقع على بعد حوالي 35 كيلومترا (22ميلاً) شمال شرق ميلانو وحوالي 11 كيلومترا (7ميلاً) جنوب ليكو. اعتبارا من 31 ديسمبر 2004, كان عدد سكانها 2,749 نسمة ومساحتها 4.3 كيلومتر مربع (1.7 ميل مربع).
تقع ايرونو على حدود البلديات التالية: بريفيوو كول برينزا واوجيات مولقورا واولجنيت وفالغريغنتينوتخدمها محطة سكة الحديد ايرونو.

## التاريخ
يتضح وجود مستوطنة في العصر الروماني بها نقوش لاتينيه، تعود إلى أواخر العصر الروماني ظهرت خلال التنقيب في شارع فيرونا من ايرونو في العصر الروماني، مر عبر سبلوجا وهو طريق يربط ميلان مع ليندا مرورا بممر سبلوجا.
مذكورة في وصية تعود إلى عام 960, لأحد النبلاء الكيريو  المقيم في قلعة ايرونو؛ برج المراقبة في زمن الرومان.
خلال الصراعات التي شهدت تناقضًا بين سيرينيسيما ودوقية ميلانو للسيطرة على كولي دي بريانزا بين عامي 1447 و 1450، كانت قلعة أيرونو هي القاعدة التنفيذية لفرانشيسكو سفورزا، الذي حصل في نهاية الصراع على السيادة. على البلاد ومنح امتيازات للسكان. حيث كانت القلعة ذات يوم تقف الآن مأوى لمادونا.
خلال الهيمنة الإسبانية على دوقية ميلانو، في عام 1652، منح الحاكم لويجي دي بينافيدس أيرونو فدية من الإقطاعية.